# Elaphoglossum ornithoglossum
Elaphoglossum ornithoglossum är en träjonväxtart som beskrevs av John T. Mickel. Elaphoglossum ornithoglossum ingår i släktet Elaphoglossum och familjen Dryopteridaceae. Inga underarter finns listade.